# 梅洛瓦特卡农村居民点 (沃罗涅日州)
梅洛瓦特卡农村居民点（俄语：Меловатское сельское поселение）是俄罗斯联邦沃罗涅日州卡拉切耶夫斯基区所属的一个农村居民点。其下辖有4个居民点，行政中心为新梅洛瓦特卡。据2016年统计，该农村居民点的人口为2168人。